# Carvalheda de Val d'Eorras

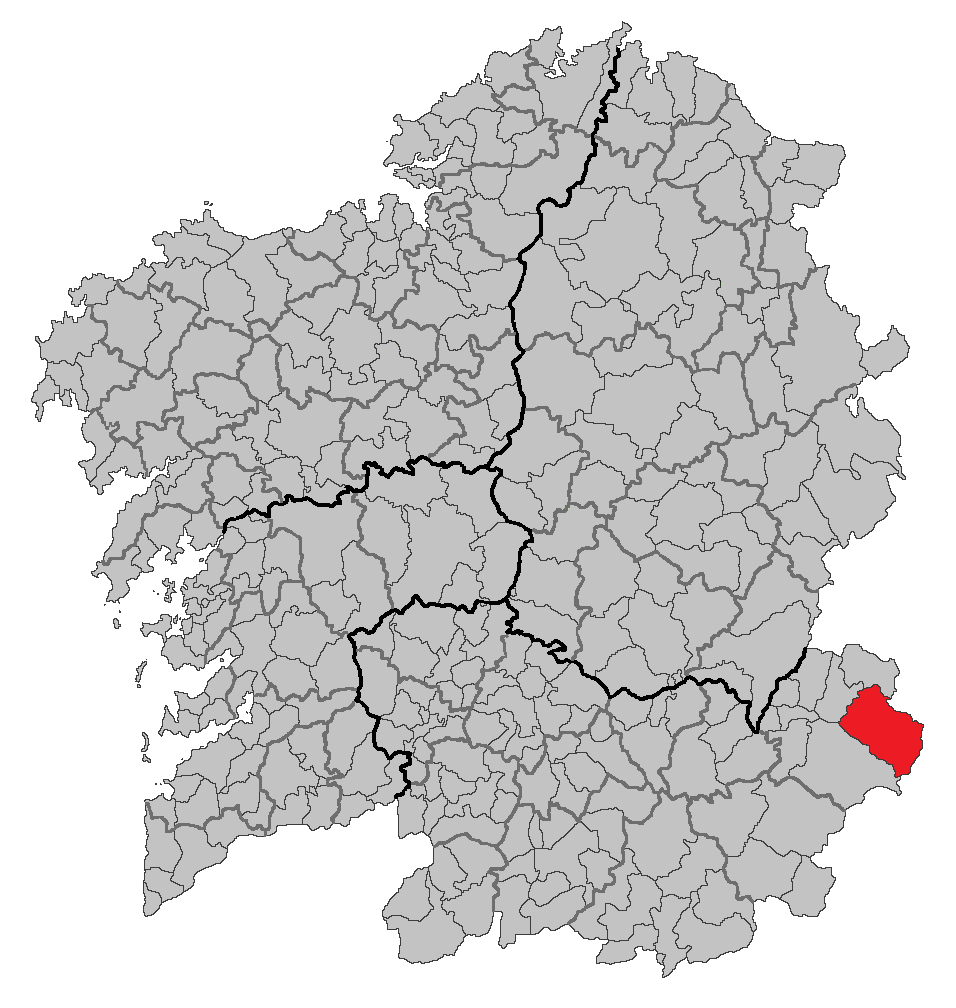
Localização de Carvalheda de Val d'Eorras

Carvalheda de Val d'Eorras (Carballeda de Valdeorras)
é um município da Espanha na província 
de Ourense, 
comunidade autónoma da Galiza, de área 222,69 km² com 
população de 1947 habitantes (2007) e densidade populacional de 9,33 hab/km².

## Demografia
| Variação demográfica do município entre 1991 e 2004 | Variação demográfica do município entre 1991 e 2004 | Variação demográfica do município entre 1991 e 2004 | Variação demográfica do município entre 1991 e 2004 |
| --------------------------------------------------- | --------------------------------------------------- | --------------------------------------------------- | --------------------------------------------------- |
| 1991                                                | 1996                                                | 2001                                                | 2004                                                |
| 2697                                                | 2397                                                | 2129                                                | 2080                                                |